# Armando Fedeli
Armando Fedeli (Perugia, 28 gennaio 1898 – Perugia, 10 ottobre 1965) è stato un operaio, antifascista e politico italiano.

## Biografia
Operaio, comunista, fu miliziano degli Arditi del Popolo e del PCd'I. All'avvento del fascismo ripara a Mosca dove segue le scuole di partito organizzate dal Comintern e rientra in Italia nel 1929 dove è immediatamente arrestato. Armando Fedeli fu torturato a Perugia in carcere dai fascisti assieme a Gastone Sozzi, Fedeli riuscì a sopravvivere mentre Sozzi morì.
Liberato per un'amnistia espatria in Francia 1935 e l'anno successivo è un miliziano antifascista nella guerra di Spagna, ed è rappresentante del Pci all'interno del PSUC. Nel 1940 è catturato dai fascisti, condannato al confino politico e inviato a Ventotene.
Liberato dopo la caduta del fascismo nel 1943 è uno dei principali organizzatori della Resistenza in Umbria, dopo la Liberazione è eletto deputato nella Costituente.
Nel 1944 fu nominato primo direttore della Scuola delle Frattocchie.
Perugia gli ha dedicato una strada.